# 1933
Évszázadok: 19. század – 20. század – 21. század
Évtizedek: 1880-as évek – 1890-es évek – 1900-as évek – 1910-es évek – 1920-as évek – 1930-as évek – 1940-es évek – 1950-es évek – 1960-as évek – 1970-es évek – 1980-as évek
Évek: 1928 – 1929 – 1930 – 1931 –  1932 – 1933 – 1934 – 1935 – 1936 – 1937 – 1938

## Események

### Határozott dátumú események
- január 28. – Németországban lemond a Kurt von Schleicher vezette kabinet.[1][2]
- január 30. – Paul von Hindenburg birodalmi elnök német kancellárrá nevezi ki Adolf Hitlert.[2][3]
- február 1.
  - A csehszlovákiai Német Nemzetiszocialista Munkáspárt képviselője a prágai parlamentben üdvözli Hitler hatalomra kerülését.[4]
  - Paul von Hindenburg német birodalmi elnök feloszlatja a Reichstagot, hogy lehetővé tegye a „nemzeti koncentráció kormányának” megalakulását.[3]
- február 14. – Jugoszláviában szerb radikális, demokrata és parasztpárti politikusok is követelik a királydiktatúra felszámolását.[5]
- február 16. – A kisantant-szerződés aláírása.[6]
- február 22.
  - A kisantant szervezeti paktuma, amellyel – a kisantant-államok külpolitikai egységét biztosítandó – létrehozzák a szövetség Állandó Tanácsát.
  - Hermann Göring megbízott porosz belügyminiszter az SA-ból, az SS-ből és a Stahlhelm (Acélsisak) paramilitáris szervezetből rendeletileg segédrendőrséget állít fel.[7]
- február 27. – Felgyújtják a Reichstagot, a német parlament épületét.[3]
- február 28. – Hindenburg birodalmi elnök kibocsájtja rendeletét „a nép és az állam védelmére”, amely a weimari alkotmány 48. cikkét felhasználva megvetette a diktatúra alapjait.[3]
- március 1. – Megnyitják a Kelet-Felső-Sziléziát és a gdyniai kikötőt összekötő szénvasútvonalat.[8]
- március 5. – Parlamenti választások Németországban, melyen a nemzetiszocialista pártnak nem sikerült egyedül megszereznie a szavazatok abszolút többségét. (43,9%-os eredményével – és 288 mandátumával – csak a Német Nemzeti Néppárttal – 8%-kal és 52 mandátummal – együtt sikerült biztosítani az 51,9%-os abszolút többséget.)[3]
- március 6. – Lengyelország egy Gdańskban tartott katonai demonstrációval megakadályozza a gdański német fasiszták azon kísérletét, hogy a várost Németországhoz csatolják.[8]
- március 22. – Megnyílik az első koncentrációs tábor, a Harmadik Birodalom területén, a dachaui koncentrációs tábor.[9]
- március 23. – A Reichstag elfogadja a felhatalmazási törvényt.[3]
- március 27. – Csehszlovákiában életbe lép az ún. kartelltörvény, amely jogi védelmet nyújt a termelést, piacot és árakat szabályozó kartelleknek.[4]
- április 1. – Németországban bojkottot hirdetnek a zsidó üzletek ellen.[7]
- április 7. – Németországban törvényt hoznak az állami hivatalnokok átvizsgálásáról, a zsidó származású tisztviselőket azonnali hatállyal kényszernyugdíjba helyezik. (Paul von Hindenburg birodalmi elnök tiltakozására azonban a „nemzeti” érzelműekkel, elsősorban az első világháborúban katonai szolgálatot teljesítőkkel még kivételt tettek.)[10]
- április 25. – A zsidó származásúak kiszorítása a német főiskolákról.[9]
- május 8. – Lengyelországban Ignacy Mościckit ismét államelnökké választják.[8]
- május 10.
  - A nemzetiszocialisták nemkívánatos szerzők mintegy 20 000 könyvét égetik el a berlini Opernplatz-on.[9]
  - A Német Munkafront (DAF) megalakulása.[1]
- június 21. – A porosz belügyminiszter – a birodalmi elnök által a nép és állam védelmére kibocsátott rendeletre hivatkozva – a Német Nemzeti Front Harcszövetségét, valamint annak valamennyi alakulatát, továbbá a Bismarck-Bundban egyesült ifjúsági csoportokat a porosz szabad állam területén feloszlatja és betiltja.[11]
- június 22. – Wilhelm Frick német birodalmi belügyminiszter betiltja a Németországi Szociáldemokrata Pártot.[12]
- június 27. – A Német Nemzeti Front feloszlatja önmagát.[13]
- július 1.
  - Megkezdődik a lakihegyi adótorony építése.
  - Az „Usztasa Alapelvekben” Ante Pavelić kimondja, hogy a mozgalom célja a független Horvátország, amelyben politikai jogai csak azoknak lesznek, akik „rokonsági és vérségi alapon” a horvát nemzet tagjai.[5]
- július 5. – A német centrumpárt feloszlatja önmagát.[13]
- július 8. – Törvény a kormányzói jogkör kiterjesztéséről.[14]
- július 10. – A csehszlovák nemzetgyűlés sajtótörvényt fogat el, amely lehetővé teszi a kommunista, fasiszta és irredenta sajtótermékek betiltását.[4]
- július 14.
  - Törvény  mondja ki, hogy Németországban egyetlen politikai párt, a Nemzetiszocialista Német Munkáspárt létezik.[15]
  - A német birodalmi kormány elfogadja az örökletes betegségekben szenvedők utánpótlásának megelőzéséről szóló törvényt.[16]
- július 20. – Németország konkordátumot köt a Vatikánnal.[10]
- augusztus 2–16. – Gödöllőn rendezik meg a cserkész világtalálkozót, a dzsemborit.[17]
- szeptember 16. – Csehszlovákiában három hónapra betiltják a magyar ellenzéki pártok központi napilapját, a Prágai Magyar Hírlapot.[4]
- október 2. – Konrad Henlein, a szudétanémet tornaegyletek szövetségének képviselője bejelenti a Szudétanémet Hazafias Front (Sudetendeutschen Heimatfront – SHF) megalakulását.[4]
- október 4.
  - A csehszlovák kormány rendelettel megtiltja a Német Nemzetiszocialista Munkáspárt (Deutsche Nationalsozialistische Arbeiterpartei – DNSAP) és a Német Nemzeti Párt (Deutsche Nationalpartei – DNP) működését.[4]
  - A német parlament elfogadja a szerkesztői törvényt.[9]
- október 9. – Niceto Alcalá-Zamora köztársasági elnök feloszlatja a spanyol parlamentet, a Cortest.[18]
- október 14–19. – Németország felfüggeszti a leszerelési tárgyalásokat és kilép a Népszövetségből.[19]
- október 24. – Csehszlovákiában megalakul a Legfelső Államvédelmi Tanács.[4]
- október 25. – Csehszlovákiában életbe lép a politikai pártok tevékenységének betiltásáról hozott törvény.[4]
- november 5. – Salgótarjánban felavatják Báthory István erdélyi fejedelem és lengyel király első hazai köztéri szobrát.
- november 14. – Romániában Ion Gheorghe Duca alakít kormányt.[20]
- december 1. – A német parlament elfogadja a párt és az állam egységéről szóló törvényt.[1]
- december 2. – A lakihegyi adótorony hivatalos átadása.
- december 16. – Elindul az első budapesti trolibuszjárat Óbudán.
- december 29. – A sinaiai állomás peronján a vasgárdisták lelövik Ion Gheorghe Duca román kormányfőt.[21]
- december 30. – A román kormány ostromállapotot hirdet.[22]

### Határozatlan dátumú események
- az év folyamán – A Báthory Emlékév keretében országszerte megemlékeznek Báthory István (1533–1586) erdélyi fejedelem és lengyel király születésének 400. évfordulójáról. (Salgótarjánban Báthory-szobrot, Nyírbátorban a református templom falán emléktáblát avatnak.)

## Az év témái

### 1933 az irodalomban
- Kosztolányi Dezső: Esti Kornél[23]
- Malcolm Lowry: Ultramarine
- Thomas Mann: József és testvérei című tetralógia I. kötete[24]
- február: Radnóti Miklós – Lábadozó szél[25]
- Weöres Sándor és Fülep Lajos találkozása

### 1933 a sportban
- Az Újpest nyeri az NB1-et. Ez a klub harmadik bajnoki címe.

### 1933 a tudományban
- Robert Van de Graaff (1901–1967) amerikai mérnök, fizikus megépíti az első Van de Graaff-generátort.

### 1933 a vasúti közlekedésben
- - Magyarországon államosítják Duna–Száva–Adria Vasúttársaságot (korábban Déli Vasút), az utolsó jelentős magántulajdonú vasutat. (Nevét a Déli pályaudvar őrzi.)

### 1933 a zenében
- Seress Rezső–Jávor László: Szomorú vasárnap Első előadója: Kalmár Pál

## Születések
- január 6. – Jeney Lajos Ybl Miklós-díjas építész († 2014)
- január 14. – Rockenbauer Pál, magyar felfedező, földrajztudós, filmrendező. († 1987)
- január 16. – Susan Sontag, amerikai író († 2004)
- február 3. – Béri Géza, magyar költő, író, műfordító († 1979)
- február 13. – Kim Novak, amerikai színésznő
- február 18. – Vadász György, Kossuth-díjas magyar építész, szobrász, a nemzet művésze († 2024)
- február 20. – Juhim Leonyidovics Zvjahilszkij, ukrán politikus, Ukrajna miniszterelnöke 1993–1994 között († 2021)
- március 1. – Láng István, magyar zeneszerző († 2023)
- március 4. – Fazekas Magdolna, magyar festőművész
- március 6. – Vassné Kovács Emőke magyar logopédus, tanszékvezető főiskolai tanár († 2014)
- március 11. – Sandra Milo olasz színésznő († 2024)
- március 14.
  - Michael Caine kétszeres Oscar-díjas angol színész
  - Quincy Jones amerikai zenei producer, televíziós producer, karmester, zeneszerző és trombitás többszörös Grammy-díjas († 2024)
- március 17. – Rácz Sándor, 1956-os magyar politikus († 2013)
- március 19. – Philip Roth amerikai író († 2018)
- március 25. – Romano Puppo olasz színész, kaszkadőr († 1994)
- április 2. – Konrád György,Kossuth-díjas magyar író, esszéíró, szociológus († 2019)
- április 3. – Gyenge Valéria, olimpiai bajnok úszó
- április 4. – Kanizsa Tivadar, kétszeres olimpiai bajnok vízilabdázó († 1975)
- április 9. – Jean-Paul Belmondo, francia színész († 2021)
- április 26. – Arno Allan Penzias amerikai fizikus, az 1978-as fizikai Nobel-díj társnyertese(† 2024)
- április 30. – Paksy Gábor építészmérnök, urbanisztikai szakember († 2017)
- május 3. – James Brown, amerikai blues-énekes († 2006)
- május 3. – Steven Weinberg, amerikai Nobel-díjas fizikus († 2021)
- május 14. – Bácskai Lauró István, magyar filmrendező († 2020)
- május 14. – Kovács László, magyar operatőr († 2007)
- május 18. – Páskándi Géza, Kossuth-díjas erdélyi magyar író, költő, drámaíró († 1995)
- május 23. – Joan Collins, amerikai színésznő
- május 27. – Ilku Marion József, ukrajnai magyar festő († 2003)
- május 31. – Ambrus Miklós, olimpiai bajnok magyar vízilabdázó († 2019)
- június 6. – Goffredo Unger olaszországi színész, statiszta, rendezőasszisztens († 2009)
- június 10. – Charles Nesbitt Wilson amerikai politikus († 2010)
- június 20. – Danny Aiello olasz származású amerikai színész († 2019)
- június 26. – Claudio Abbado, olasz karmester és zongoraművész († 2014)
- július 9. – Elem Germanovics Klimov, orosz filmrendező († 2003)
- július 9. – Komlóssy Erzsébet,  Kossuth-díjas magyar opera-énekesnő († 2014)
- július 9. – Csala Zsuzsa, Jászai Mari-díjas magyar színésznő († 2014)
- július 10. – Janáky Viktor, keramikus († 1999)
- július 20. – Lux Alfréd, író, műfordító, kritikus, tanár († 1992)
- július 20. – Cormac McCarthy, amerikai regény- és drámaíró († 2023)
- július 23. – Vass Éva, kétszeres Jászai Mari-díjas magyar színésznő († 2019)
- július 26. – Edmund Phelps amerikai közgazdász
- augusztus 11. – Vásáry Tamás Kossuth-díjas magyar zongoraművész, karmester, a nemzet művésze
- augusztus 27. – Hámori Jenő olimpiai bajnok magyar kardvívó, biokémikus
- szeptember 1. – Conway Twitty, amerikai country énekes († 1993)
- szeptember 4. – Mécs Imre, magyar politikus, forradalmár († 2023)
- szeptember 11. – Szűrös Mátyás, magyar politikus, diplomata
- szeptember 19. – Fenyvesi Máté, magyar labdarúgó, orvos († 2022)
- október 5. – Gergely Ágnes, Kossuth-díjas magyar költő, író, műfordító
- október 9. – Peter Mansfield Nobel-díjas brit fizikus († 2017)
- október 29. – Schrammel Imre, Kossuth-díjas magyar iparművész, keramikus, a nemzet művésze
- november 3.  – Jeremy Brett, angol színész (Sherlock Holmes) († 1995)
- november 3.  – Marsall László, magyar költő († 2013)
- november 19. – Larry King, a CNN műsorvezetője (Larry King Live) († 2021)
- november 19. – Popper Péter magyar pszichológus, pszichoterapeuta († 2010)
- november 26. – Pozsgay Imre, magyar politikus, államminiszter, egyetemi tanár († 2016)
- november 28. – Sára Sándor, kétszeres Kossuth-díjas magyar filmrendező, operatőr, a Duna TV elnöke († 2019)
- november 29. – John Mayall, angol blueszenész
- november 29. – Keserü Ilona, Kossuth-díjas magyar festőművész, a nemzet művésze
- december 7. – Gálszécsy András, magyar politikus, miniszter († 2021)
- december 23. – Akihito, japán császár
- december 28. – Fantusz Zsuzsanna, magyar asztaliteniszező

## Halálozások
- január 7. – Négyesy László irodalomtörténész, esztéta, az MTA tagja (* 1861)
- január 31. – John Galsworthy Nobel-díjas angol író (* 1867)
- február 2. – Sajó Sándor költő, tanár, drámaíró, az MTA levelező tagja (* 1868)
- február 4. – Boczonádi Szabó Imre magyar színész, dal- és zeneszerző, méhész (* 1847)
- március 26. – Kürschák József matematikus, az MTA tagja, az algebra kiemelkedő tudósa (* 1864)
- április 23. – Nopcsa Ferenc kalandos életű, román családi gyökerű magyar báró, paleontológus, geológus, albanológus, albán trónaspiráns, a Magyar Tudományos Akadémia tagja (* 1877)
- május 1. – Kollányi Ferenc egyháztörténész, könyvtáros, levéltáros, az MTA tagja (* 1863)
- május 12. – Krúdy Gyula, író (* 1878)
- június 19. – Kaarle Leopold Krohn finn folklorista, filológus, költő, az MTA tagja (* 1863)
- szeptember 6. – Nyáry Albert festőművész, író és történész (* 1871)
- október 2. – Borsos Károly református pedagógus, gimnáziumi és főiskolai tanár, a Mezőtúri Református Kollégium igazgatója, klasszika-filológus, vallásfilozófus, szabadkőműves (* 1871)
- december 6. – Nádaskay Béla állatorvos és orvosdoktor, a leíró- és tájbonctan tanára, 1878-ban az első magyar állatorvosi folyóirat, a Veterinarius alapítója (* 1848).
- december 10. – Hadik János gróf, 1918-ban 3 napig kijelölt miniszterelnök (* 1863)
- december 17. – Oskar Potiorek osztrák katonatiszt, császári és királyi tábornok, 1902–1906 között az Osztrák–Magyar Monarchia vezérkari főnökének helyettese, 1911–1914 között a megszállt Bosznia-Hercegovina katonai kormányzója, a szarajevói merénylet túlélője (* 1853)

## Nobel-díjasok
- A Nobel-díjat a svéd Alfred Nobel alapította, 1901 óta adják át, melyet a Svéd Királyi Tudományos Akadémia ítél oda a tudomány, az irodalom és humanitárius területen kimagasló eredményt elért magánszemélyeknek, illetve intézményeknek.

| Fizikai            | Erwin Schrödinger, Paul Adrien Maurice Dirac |
| Kémiai             | nem adták ki                                 |
| Orvosi-fiziológiai | Thomas Hunt Morgan                           |
| Irodalmi           | Ivan Alekszejevics Bunyin                    |
| Béke               | Sir Norman Angell (Ralph Lane)               |